# 借地非訟事件
借地非訟事件（しゃくちひしょうじけん）とは、借地権の法律関係に関する事項について、賃貸人に変わり、裁判所が通常の訴訟手続によらず、簡易な手続で賃借人に変わり、借地人に対し地代や承諾を決定することをいう。裁判所は当事者の主張に拘束されず、その裁量によって将来に向かって法律関係を形成する。

## 具体例
- 建物構造等に関する借地条件変更申立事件（条件変更事件、借地借家法第17条1項）
- 増改築許可申立事件（増改築事件、借地借家法第17条2項）
- 競売または公売に伴う土地賃貸権譲受許可申立事件（公競売事件、借地借家法第20条1項）
- 賃貸借権の譲渡または転貸許可申立事件（譲渡事件、借地借家法第19条1項）
- 借地権設定者の建物及び土地賃貸権譲受申立事件（介入権事件、借地借家法第19条3項、第20条2項）

## 主旨
土地の賃貸借契約において、借地借家法に基づき借地条件の変更等の問題が生じたときに、これらに関する紛争を予防して、将来にわたり契約当事者の利害損失を調整し、裁判所が賃貸人の承諾にかわる許可を与える等の手続きである。借地借家法の第17条から第21条に規定されているが、この部分は、旧借地法の適用があった時期（平成4年7月31日まで）に設定された旧借地権についても一部（第18条）を除き適用される。
まず、どこの管轄の裁判所に申し立てればよいかを調べるが、借地の存在地域を管轄する地方裁判所となる（借地借家法第41条）。ただし、当事者の合意がある場合は簡易裁判所に申し立てることができる。申し立ての方法としては、申立書と必要書類を提出して行うことになる。申立てが受理されると、事件の審理手続きが始まる。一般事件と違い、非訟事件のため審問の期日が指定される。第1回審問期日は、1カ月から2カ月弱の日が指定されることが多く、その後は1カ月程度の間隔をおいて期日を繰り返すこととなる。この過程において、和解の斡旋が行われることがも少なくない。その理由として長期にわたる信頼関係を裁判所の決定ではなく話し合いで解決した方が望ましいためであり、また鑑定委員会の意見書の影響が大きいためこれを軸にした和解交渉を進めることも多い。和解が出来ない場合は裁判所が決定を出して解決することになる。
訴訟事件は終局的な判断について判決という形式を採用し、それに対する不服申立ては控訴・上告又は上告受理申立てという形式を採るが、借地非訟事件は決定という簡略な形式の裁判により行い、それに対する不服申立ては抗告という形式を採る。

## 一般的な手続き
賃借人が賃貸人に対して借地非訟手続きを行う場合は、当事者から依頼を受けた弁護士はその価格が妥当なものかどうかを判断するため、不動産鑑定士の評価及び意見書を求める。不動産鑑定士は、書面等（場合によっては実地調査）を精査し意見書を作成し、弁護士に報告する。その後、弁護士が管轄の地方裁判所に借地非訟の手続きを取ることとなる。賃借人の負担する費用としては、弁護士への着手金 ・成功報酬・実費や不動産鑑定士費用・裁判所への手数料・郵送料である。基本的には、賃借人は弁護士を代理としてたてるため出廷することはない。

## 鑑定委員会
借地非訟手続のすべてについて本裁判・付随的裁判をする場合、裁判所は、特に必要がないと認める場合を除いては鑑定委員会の意見を聴かなくてはならないと定められている（借地借家法第17条6項、第19条6項、第20条2項）。
鑑定委員会は、3人以上の委員で組織され（借地借家法第47条1項）、鑑定委員は、次に掲げる者の中から、事件ごとに、裁判所が指定する（借地借家法第47条2項）。実務上は弁護士・不動産鑑定士・建築士の3名が指定されることが多い。
- 地方裁判所が特別の知識経験を有する者その他適当な者の中から毎年あらかじめ選任した者
- 当事者が合意によって選定した者

鑑定委員会は現地に赴き、実査を行うなどして意見を徴収し、裁判所に意見書を提出する。裁判所は、当事者からこの意見書についての意見を聴取する（借地非訟事件手続規則第8条3項）。裁判所は鑑定委員会の意見書に拘束されないのが法理論上の建前であるが、実務上は意見書の内容が尊重され、その内容に沿った決定を下すことが多い。
鑑定委員には、最高裁判所規則で定める旅費、日当及び宿泊料が支給されるため（借地借家法第47条3項）、鑑定委員会に関する費用を当事者が負担する必要はない。

## 借地非訟とローン承諾書の因果関係
仮に、老朽化した家屋を取り壊し新築をする場合に承諾料をめぐって、賃借人が借地非訟事件を起こした場合、建前上は借地非訟でその訴えが認められたとする。しかし、賃借人は住宅ローンを組むことを前提としていた場合、賃貸人から金融機関に対しローンの承諾書を提出してもらう必要がある。借地非訟で思う通りとならなかった賃貸人は、ローン承諾書の提出に協力する義務はない。したがって、賃借人が借地非訟で訴えが認められたとしても、当初の計画が達成されないこととなってしまう。ところが、仮に裁判所から借地非訟での決定が出されたにもかかわらず、賃借人の計画に協力出来ない賃貸人は信義則に反することとなり、該当の賃借人は当然のこと、他の賃借人に対しても不信感を買うこととなり、結局のところは賃料等に影響を及ぼし自らを不利な立場にすることとなる。したがって、多くの場合、賃貸人は裁判所の決定に従い、賃借人の新築計画の妨げをすることは少ない。

## 問題点
- 旧借地法の成立と現状

旧借地法は、大正10年制定の法律であり、現在の建物基準に見合わないことが少なくない。例えば、条件変更事件における、堅固な建物を、石造・土蔵・レンガ造・コンクリート造・ブロック造等）、非堅固建物（木造等）としている。しかし、現在の建築では主として鉄筋コンクリート・鉄骨造・軽量鉄骨・木造などに分かれており、時代に則したものとはなっていない。そのたびに、判例等で鉄骨造を堅固な建物と判例等を参考に承諾料等を算定されるが、賃借人からすれば簡易的な鉄骨造で解体可能なものを、鉄筋コンクリートと同じ堅固な建物とされることに違和感を感じるケースも少なく借地非訟で取り扱われることが多い。
- 借地更新料の法的性格

法的な根拠はないが、都市部やその周辺地域においては授受されるケースが少なくない。
（判例で根拠として比較的多いもの）
※地代が低額な場合の補充として収受するもの
※更新に関して地主が異議権を放棄することに対する対価
※更新に関する訴訟回避の利益
しかしながら、裁判で、更新料支払の慣習ないし慣習法を認めた判決は皆無に等しい。日本の場合、地主と小作人の影響もあり、法律的根拠とは別に精神的な負担を賃借人は負わされる傾向にあるが、これらは法治国家として認められない。したがって、契約書に更新料を支払うことになっていなければ、更新料を支払う必要はない。

## 地域慣習
「このあたりの承諾料は5%と決まっている」などの地域の慣習が、日本には少なくない。しかし、非訟においてはこれらの地域慣習は参考程度にとどめ、実際の法律や判例さらには一般的な社会的慣習をもとに判断することが多い。したがって、地主である賃貸人を中心とする地域慣習等で話し合いがつかない場合、借地非訟事件に持ち込みをはかる方法が散見される。